# Championnat du Costa Rica de football 1997-1998
Navigation
Saison précédente Saison suivante
La Primera División 1997-1998 est la 76e édition de la première division costaricienne.
Lors de ce tournoi, le LD Alajuelense a tenté de conserver son titre de champion du Costa Rica face aux onze meilleurs clubs costariciens.
Pour la première fois, la saison était divisée en deux tournois, l'Apertura et le Clausura, les deux vainqueurs se sont disputé le titre de champion à la fin de la saison.
Lors de chaque tournoi, chacun des douze clubs participant était confronté deux fois aux cinq autres équipes de son groupe et une fois aux six équipes de l'autre groupe. Puis les meilleurs se sont affrontés lors d'une phase finale à la fin de la saison.
Seulement deux places étaient qualificatives pour la Copa Interclubes UNCAF.

## Les 12 clubs participants
| \| Santa Bárbara: AD Carmelita AD Santa Barbara / LD Alajuelense —AD Belén Santa Bárbara CS Cartagines / AD Goicoechea CS Herediano Municipal Pérez Zeledon Municipal Puntarenas AD Ramonense AD San Carlos Santa Bárbara \ Deportivo Saprissa \| Localisation des clubs engagés dans le championnat. |
| Santa Bárbara: AD Carmelita AD Santa Barbara / LD Alajuelense —AD Belén Santa Bárbara CS Cartagines / AD Goicoechea CS Herediano Municipal Pérez Zeledon Municipal Puntarenas AD Ramonense AD San Carlos Santa Bárbara \ Deportivo Saprissa                                                           |

| Club                    | Stade                         | Capacité          | Ville                  |
| LD Alajuelense          | Stade Alejandro Morera Soto   | 17 900            | Alajuela               |
| AD Belén                | Stade inconnu                 | Capacité inconnue | San Antonio            |
| AD Carmelita            | Stade Carlos Alvarado         | 3 000             | Santa Bárbara          |
| CS Cartagines           | Stade José Rafael Meza        | 13 500            | Cartago                |
| AD Goicoechea           | Stade inconnu                 | Capacité inconnue | Goicoechea             |
| CS Herediano            | Stade Eladio Rosabal Cordero  | 8 100             | Heredia                |
| Municipal Pérez Zeledon | Stade Municipal Pérez Zeledón | 6 000             | San Isidro del General |
| Municipal Puntarenas    | Stade Lito Pérez              | 4 100             | Puntarenas             |
| AD Ramonense            | Stade Carlos Roldan           | 5 000             | San Ramón              |
| AD San Carlos           | Stade Carlos Ugalde Álvarez   | 5 600             | Ciudad Quesada         |
| AD Santa Barbara        | Stade inconnu                 | Capacité inconnue | Santa Bárbara          |
| Deportivo Saprissa      | Stade Ricardo Saprissa        | 23 100            | San José               |

## Tournoi Apertura
Le tournoi Apertura s'est déroulé de la manière suivante :
- La phase de qualification : les seize journées de championnat.
- La phase finale : les matchs aller-retour allant des quarts de finale à la finale.

### Phase de qualification
Lors de la phase de qualification les douze équipes affrontent à deux reprises les équipes de leur groupe et une fois les équipes de l'autre groupe selon un calendrier tiré aléatoirement.
Les équipes sont divisées en deux groupes de six, les meilleures de chaque groupe sont directement qualifiées pour les demi-finales, les deuxièmes et troisièmes se qualifient pour les quarts de finale.
Le classement est établi sur le barème de points classique (victoire à 3 points, match nul à 1, défaite à 0).
Le départage final se fait selon les critères suivants :
- Le nombre de points.
- La différence de buts générale.
- La différence de buts particulière.
- Le nombre de buts marqué.

#### Classement
| Rang | Équipe                  | Pts | J  | G  | N | P | Bp | Bc | Diff |
| ---- | ----------------------- | --- | -- | -- | - | - | -- | -- | ---- |
| 1    | LD Alajuelense (T)      | 35  | 16 | 11 | 2 | 3 | 37 | 14 | +23  |
| 2    | CS Cartagines           | 27  | 16 | 8  | 3 | 5 | 22 | 18 | +4   |
| 3    | Municipal Puntarenas    | 18  | 16 | 4  | 6 | 6 | 18 | 26 | -8   |
| 4    | Municipal Pérez Zeledon | 18  | 16 | 5  | 3 | 8 | 20 | 29 | -9   |
| 5    | AD Carmelita            | 16  | 16 | 3  | 7 | 6 | 18 | 21 | -3   |
| 6    | AD Belén                | 14  | 16 | 2  | 8 | 6 | 9  | 15 | -6   |

| Rang | Équipe               | Pts | J  | G  | N | P | Bp | Bc | Diff |
| ---- | -------------------- | --- | -- | -- | - | - | -- | -- | ---- |
| 1    | CS Herediano         | 33  | 16 | 10 | 3 | 3 | 29 | 14 | +15  |
| 2    | Deportivo Saprissa   | 24  | 16 | 6  | 6 | 4 | 25 | 16 | +9   |
| 3    | AD Goicoechea        | 24  | 16 | 7  | 3 | 6 | 18 | 24 | -6   |
| 4    | AD Santa Barbara (P) | 20  | 16 | 5  | 5 | 6 | 20 | 26 | -6   |
| 5    | AD Ramonense         | 17  | 16 | 4  | 5 | 7 | 27 | 32 | -5   |
| 6    | AD San Carlos        | 14  | 16 | 3  | 5 | 8 | 18 | 26 | -8   |

| Légende : Qualifications et relégations | Légende : Qualifications et relégations                  |
| --------------------------------------- | -------------------------------------------------------- |
|                                         | Qualifié pour les quarts de finale                       |
|                                         | (T) : Tenant du titre (P) : Promu de la saison 1996-1997 |

#### Matchs
| Résultats (▼dom., ►ext.)                                   | Alaj | Bel | Carm | Cart | Goi | Here | Muni | Punt | Ramo | SanB | SanC | Sapr |
| LD Alajuelense                                             |      | 1-0 | 2-0  | 3-1  | 2-1 |      | 1-1  | 5-0  | 4-2  |      | 4-0  |      |
| AD Belén                                                   | 0-3  |     | 0-1  | 0-0  |     |      | 1-1  | 0-0  | 1-0  |      | 1-0  |      |
| AD Carmelita                                               | 0-0  | 1-1 |      | 2-0  |     | 0-1  | 1-3  | 1-1  |      | 1-1  | 1-1  | 1-1  |
| CS Cartagines                                              | 2-1  | 0-0 | 3-2  |      |     | 1-0  | 3-1  | 3-1  |      | 1-1  |      | 1-2  |
| AD Goicoechea                                              |      | 1-1 | 3-2  | 1-0  |     | 1-0  | 1-2  | 2-1  | 1-0  | 0-2  | 1-1  | 1-0  |
| CS Herediano                                               | 2-0  | 3-2 |      |      | 3-0 |      | 4-0  |      | 4-1  | 2-1  | 2-1  | 2-1  |
| Municipal Pérez Zeledon                                    | 1-4  | 0-0 | 1-3  | 0-2  |     |      |      | 3-0  | 3-2  | 3-1  |      |      |
| Municipal Puntarenas                                       | 0-3  | 1-1 | 1-0  | 1-0  |     | 2-3  | 3-0  |      | 3-3  |      |      | 1-1  |
| AD Ramonense                                               |      |     | 2-2  | 1-2  | 4-3 | 1-1  |      |      |      | 2-0  | 2-1  | 3-2  |
| AD Santa Barbara                                           | 3-2  | 2-1 |      |      | 0-0 | 3-2  |      | 1-3  | 1-1  |      | 2-1  | 1-1  |
| AD San Carlos                                              |      |     |      | 2-3  | 1-2 | 0-0  | 2-1  | 0-0  | 2-1  | 4-1  |      | 2-2  |
| Deportivo Saprissa                                         | 1-2  | 1-0 |      |      | 5-0 | 0-0  | 1-0  |      | 2-2  | 2-0  | 3-0  |      |
| - Victoire à domicile - Match nul - Victoire à l'extérieur |      |     |      |      |     |      |      |      |      |      |      |      |

### La Phase Finale
Les huit équipes qualifiées sont réparties dans le tableau final d'après leur classement général.
En cas d'égalité sur la somme des deux matchs, des prolongations puis une séance de tirs au but ont lieu.

#### Tableau
|  |                         |                    |                    |               |               |                |      |            |            |            |            |                |      |   |        |        |        |        |        |  |  |
|  | 1/4 de finale           | 1/4 de finale      | 1/4 de finale      | 1/4 de finale | 1/4 de finale |                |      | 1/2 finale | 1/2 finale | 1/2 finale | 1/2 finale | 1/2 finale     |      |   | Finale | Finale | Finale | Finale | Finale |  |  |
|  |                         |                    |                    |               |               |                |      |            |            |            |            |                |      |   |        |        |        |        |        |  |  |
|  |                         |                    |                    |               |               |                |      |            |            |            |            |                |      |   |        |        |        |        |        |  |  |
|  | LD Alajuelense          | (A1)               | 1                  | 0             | 1             |                |      |            |            |            |            |                |      |   |        |        |        |        |        |  |  |
|  | LD Alajuelense          | (A1)               | 1                  | 0             | 1             |                |      |            |            |            |            |                |      |   |        |        |        |        |        |  |  |
|  | Municipal Puntarenas    | (A3)               | 1                  | 0             | 0             |                |      |            |            |            |            |                |      |   |        |        |        |        |        |  |  |
|  | Municipal Puntarenas    | (A3)               | 1                  | 0             | 0             | LD Alajuelense | (A1) | 2          | 3          |            |            |                |      |   |        |        |        |        |        |  |  |
|  |                         |                    |                    |               |               | LD Alajuelense | (A1) | 2          | 3          |            |            |                |      |   |        |        |        |        |        |  |  |
|  |                         |                    | CS Cartagines      | (A2)          | 1             | 0              |      |            |            |            |            |                |      |   |        |        |        |        |        |  |  |
|  | CS Cartagines           | (A2)               | CS Cartagines      | (A2)          | 1             | 0              | 1    | 4          |            |            |            |                |      |   |        |        |        |        |        |  |  |
|  | CS Cartagines           | (A2)               |                    |               |               |                |      |            |            |            |            |                |      |   |        |        |        |        |        |  |  |
|  | AD Goicoechea           | (B3)               | 1                  | 0             |               |                |      |            |            |            |            |                |      |   |        |        |        |        |        |  |  |
|  | AD Goicoechea           | (B3)               | 1                  | 0             |               |                |      |            |            |            |            | LD Alajuelense | (A1) | 1 | 1      | 1      |        |        |        |  |  |
|  |                         |                    |                    |               |               |                |      |            |            |            |            | LD Alajuelense | (A1) | 1 | 1      | 1      |        |        |        |  |  |
|  |                         | Deportivo Saprissa | (B2)               | 1             | 1             | 0              |      |            |            |            |            |                |      |   |        |        |        |        |        |  |  |
|  | CS Herediano            | Deportivo Saprissa | (B2)               | 1             | 1             | 0              | (B1) | 0          | 0          | 1          |            |                |      |   |        |        |        |        |        |  |  |
|  | CS Herediano            |                    |                    |               |               |                | (B1) | 0          | 0          | 1          |            |                |      |   |        |        |        |        |        |  |  |
|  | Municipal Pérez Zeledon | (A4)               | 0                  | 0             | 0             |                |      |            |            |            |            |                |      |   |        |        |        |        |        |  |  |
|  | Municipal Pérez Zeledon | (A4)               | 0                  | 0             | 0             | CS Herediano   | (B1) | 0          | 0          |            |            |                |      |   |        |        |        |        |        |  |  |
|  |                         |                    |                    |               |               | CS Herediano   | (B1) | 0          | 0          |            |            |                |      |   |        |        |        |        |        |  |  |
|  |                         |                    | Deportivo Saprissa | (B2)          | 3             | 0              |      |            |            |            |            |                |      |   |        |        |        |        |        |  |  |
|  | Deportivo Saprissa      | (B2)               | Deportivo Saprissa | (B2)          | 3             | 0              | 2    | 4          |            |            |            |                |      |   |        |        |        |        |        |  |  |
|  | Deportivo Saprissa      | (B2)               |                    |               |               |                | 2    | 4          |            |            |            |                |      |   |        |        |        |        |        |  |  |
|  | AD Santa Barbara        | (B4)               | 0                  | 1             |               |                |      |            |            |            |            |                |      |   |        |        |        |        |        |  |  |
|  | AD Santa Barbara        | (B4)               | 0                  | 1             |               |                |      |            |            |            |            |                |      |   |        |        |        |        |        |  |  |

#### Quarts de finale
| Club               | Aller | Retour | Club                    | Commentaire        |
| LD Alajuelense     | 1-1   | 0-0    | Municipal Puntarenas    | Prolongation : 1-0 |
| CS Cartagines      | 1-1   | 4-0    | AD Goicoechea           |                    |
| CS Herediano       | 0-0   | 0-0    | Municipal Pérez Zeledon | Prolongation : 1-0 |
| Deportivo Saprissa | 2-0   | 4-1    | AD Santa Barbara        |                    |

#### Demi-finales
| Club           | Aller | Retour | Club               | Commentaire |
| LD Alajuelense | 2-1   | 3-0    | CS Cartagines      |             |
| CS Herediano   | 0-3   | 0-0    | Deportivo Saprissa |             |

#### Finale
| Match aller | Deportivo Saprissa | 1:1   | LD Alajuelense | Stade Ricardo Saprissa |  |
| 7 janvier   | Walter Centeno 14e | (1:0) | Josef Miso 51e |                        |  |

| Match retour | LD Alajuelense                                   | 2:1 (a.p.) | Deportivo Saprissa  | Stade Alejandro Morera Soto |  |
| 11 janvier   | Luis Arnáez 54e (pen.) · Adrian Mahia 115e (csc) | (0:1)      | Alejandro Larrea 5e |                             |  |

## Tournoi Clausura
Le tournoi Apertura s'est déroulé de la manière suivante :
- La phase de qualification : les seize journées de championnat.
- La phase finale : les matchs aller-retour allant des quarts de finale à la finale.

### Phase de qualification
Lors de la phase de qualification les douze équipes affrontent à deux reprises les équipes de leur groupe et une fois les équipes de l'autre groupe selon un calendrier tiré aléatoirement.
Les équipes sont divisées en deux groupes de six, les meilleures de chaque groupe sont directement qualifiées pour les demi-finales, les deuxièmes et troisièmes se qualifient pour les quarts de finale.
Le classement est établi sur le barème de points classique (victoire à 3 points, match nul à 1, défaite à 0).
Le départage final se fait selon les critères suivants :
- Le nombre de points.
- La différence de buts générale.
- La différence de buts particulière.
- Le nombre de buts marqué.

#### Classement
| Rang | Équipe                  | Pts | J  | G  | N | P | Bp | Bc | Diff |
| ---- | ----------------------- | --- | -- | -- | - | - | -- | -- | ---- |
| 1    | LD Alajuelense (T)      | 43  | 16 | 14 | 1 | 1 | 42 | 11 | +31  |
| 2    | CS Cartagines           | 26  | 16 | 7  | 5 | 4 | 24 | 15 | +9   |
| 3    | Municipal Pérez Zeledon | 21  | 16 | 5  | 6 | 5 | 23 | 24 | -1   |
| 4    | Municipal Puntarenas    | 20  | 16 | 5  | 5 | 6 | 18 | 26 | -8   |
| 5    | AD Carmelita            | 17  | 16 | 4  | 5 | 7 | 20 | 27 | -7   |
| 6    | AD Belén                | 10  | 16 | 1  | 7 | 8 | 8  | 18 | -10  |

| Rang | Équipe               | Pts | J  | G  | N | P | Bp | Bc | Diff |
| ---- | -------------------- | --- | -- | -- | - | - | -- | -- | ---- |
| 1    | Deportivo Saprissa   | 39  | 16 | 12 | 3 | 1 | 44 | 12 | +32  |
| 2    | CS Herediano         | 23  | 16 | 5  | 8 | 3 | 28 | 24 | +4   |
| 3    | AD San Carlos        | 18  | 16 | 3  | 9 | 4 | 16 | 23 | -7   |
| 4    | AD Ramonense         | 17  | 16 | 3  | 8 | 5 | 10 | 17 | -7   |
| 5    | AD Goicoechea        | 10  | 16 | 1  | 7 | 8 | 12 | 28 | -16  |
| 6    | AD Santa Barbara (P) | 9   | 16 | 1  | 6 | 9 | 8  | 28 | -20  |

| Légende : Qualifications et relégations | Légende : Qualifications et relégations                  |
| --------------------------------------- | -------------------------------------------------------- |
|                                         | Qualifié pour les quarts de finale                       |
|                                         | (T) : Tenant du titre (P) : Promu de la saison 1996-1997 |

#### Matchs
| Résultats (▼dom., ►ext.)                                   | Alaj | Bel | Carm | Cart | Goi | Here | Muni | Punt | Ramo | SanB | SanC | Sapr |
| LD Alajuelense                                             |      | 2-1 | 4-2  | 1-2  |     | 5-0  | 5-3  | 3-1  |      | 2-0  |      | 2-0  |
| AD Belén                                                   | 0-2  |     | 0-3  | 0-0  | 0-0 | 1-1  | 0-2  | 0-0  |      | 4-0  |      | 1-4  |
| AD Carmelita                                               | 0-3  | 0-0 |      | 3-2  | 2-0 |      | 3-3  | 2-1  | 0-1  |      |      |      |
| CS Cartagines                                              | 0-1  | 1-0 | 0-0  |      | 5-1 |      | 2-0  | 1-1  | 1-0  |      | 1-1  |      |
| AD Goicoechea                                              | 0-2  |     |      |      |     | 1-1  |      |      | 1-1  | 1-0  | 1-1  | 1-3  |
| CS Herediano                                               |      |     | 3-0  | 3-2  | 6-2 |      |      | 5-2  | 1-1  | 3-0  | 2-2  | 0-2  |
| Municipal Pérez Zeledon                                    | 0-3  | 1-0 | 4-1  | 0-3  | 2-2 | 1-1  |      | 2-1  |      |      | 0-0  | 1-1  |
| Municipal Puntarenas                                       | 0-0  | 1-0 | 3-2  | 0-1  | 1-0 |      | 0-0  |      |      | 3-2  | 3-1  |      |
| AD Ramonense                                               | 1-5  | 0-0 |      |      | 0-0 | 1-1  | 1-0  | 1-1  |      | 0-0  | 2-1  | 0-2  |
| AD Santa Barbara                                           |      |     | 2-1  | 0-0  | 1-1 | 0-0  | 1-4  |      | 1-1  |      | 0-0  | 0-2  |
| AD San Carlos                                              | 1-2  | 1-1 | 0-0  |      | 2-1 | 0-0  |      |      | 1-0  | 3-1  |      | 2-2  |
| Deportivo Saprissa                                         |      |     | 1-1  | 4-3  | 1-0 | 4-1  |      | 6-0  | 2-0  | 3-0  | 7-0  |      |
| - Victoire à domicile - Match nul - Victoire à l'extérieur |      |     |      |      |     |      |      |      |      |      |      |      |

### La Phase Finale
Les huit équipes qualifiées sont réparties dans le tableau final d'après leur classement général.
En cas d'égalité sur la somme des deux matchs, des prolongations puis une séance de tirs au but ont lieu.

#### Tableau
|  |                         |               |               |               |                    |      |      |            |            |            |            |                    |      |   |        |        |        |        |        |  |  |
|  | 1/4 de finale           | 1/4 de finale | 1/4 de finale | 1/4 de finale | 1/4 de finale      |      |      | 1/2 finale | 1/2 finale | 1/2 finale | 1/2 finale | 1/2 finale         |      |   | Finale | Finale | Finale | Finale | Finale |  |  |
|  |                         |               |               |               |                    |      |      |            |            |            |            |                    |      |   |        |        |        |        |        |  |  |
|  |                         |               |               |               |                    |      |      |            |            |            |            |                    |      |   |        |        |        |        |        |  |  |
|  | Deportivo Saprissa      | (B1)          | 3             | 8             |                    |      |      |            |            |            |            |                    |      |   |        |        |        |        |        |  |  |
|  | Deportivo Saprissa      | (B1)          | 3             | 8             |                    |      |      |            |            |            |            |                    |      |   |        |        |        |        |        |  |  |
|  | AD Ramonense            | (B4)          | 0             | 0             |                    |      |      |            |            |            |            |                    |      |   |        |        |        |        |        |  |  |
|  | AD Ramonense            | (B4)          | 0             | 0             | Deportivo Saprissa | (A1) | 0    | 5          |            |            |            |                    |      |   |        |        |        |        |        |  |  |
|  |                         |               |               |               |                    | (A1) | 0    | 5          |            |            |            |                    |      |   |        |        |        |        |        |  |  |
|  |                         |               | CS Herediano  | (A2)          | 0                  | 1    |      |            |            |            |            |                    |      |   |        |        |        |        |        |  |  |
|  | CS Herediano            | (B2)          | CS Herediano  | (A2)          | 0                  | 1    | 1    | 3          |            |            |            |                    |      |   |        |        |        |        |        |  |  |
|  | CS Herediano            | (B2)          |               |               |                    |      |      |            |            |            |            |                    |      |   |        |        |        |        |        |  |  |
|  | Municipal Puntarenas    | (A4)          | 1             | 0             |                    |      |      |            |            |            |            |                    |      |   |        |        |        |        |        |  |  |
|  | Municipal Puntarenas    | (A4)          | 1             | 0             |                    |      |      |            |            |            |            | Deportivo Saprissa | (A1) | 0 | 1      |        |        |        |        |  |  |
|  |                         |               |               |               |                    |      |      |            |            |            |            | Deportivo Saprissa | (A1) | 0 | 1      |        |        |        |        |  |  |
|  |                         | CS Cartagines | (B2)          | 0             | 0                  |      |      |            |            |            |            |                    |      |   |        |        |        |        |        |  |  |
|  | LD Alajuelense          | CS Cartagines | (B2)          | 0             | 0                  | (A1) | 2    | 7          |            |            |            |                    |      |   |        |        |        |        |        |  |  |
|  | LD Alajuelense          |               |               |               |                    |      | 2    | 7          |            |            |            |                    |      |   |        |        |        |        |        |  |  |
|  | AD San Carlos           | (B3)          | 0             | 2             |                    |      |      |            |            |            |            |                    |      |   |        |        |        |        |        |  |  |
|  | AD San Carlos           | (B3)          | 0             | 2             | LD Alajuelense     | (B1) | 0    | 2          | 0(3)       |            |            |                    |      |   |        |        |        |        |        |  |  |
|  |                         |               |               |               |                    | (B1) | 0    | 2          | 0(3)       |            |            |                    |      |   |        |        |        |        |        |  |  |
|  |                         |               | CS Cartagines | (B2)          | 1                  | 1    | 0(4) |            |            |            |            |                    |      |   |        |        |        |        |        |  |  |
|  | CS Cartagines           | (A2)          | CS Cartagines | (B2)          | 1                  | 1    | 0(4) | 0          | 5          |            |            |                    |      |   |        |        |        |        |        |  |  |
|  | CS Cartagines           | (A2)          |               |               |                    |      |      | 0          | 5          |            |            |                    |      |   |        |        |        |        |        |  |  |
|  | Municipal Pérez Zeledon | (A3)          | 1             | 0             |                    |      |      |            |            |            |            |                    |      |   |        |        |        |        |        |  |  |
|  | Municipal Pérez Zeledon | (A3)          | 1             | 0             |                    |      |      |            |            |            |            |                    |      |   |        |        |        |        |        |  |  |

#### Quarts de finale
| Club               | Aller | Retour | Club                    | Commentaire |
| LD Alajuelense     | 2-0   | 7-2    | AD San Carlos           |             |
| CS Cartagines      | 0-1   | 5-0    | Municipal Pérez Zeledon |             |
| Deportivo Saprissa | 3-0   | 8-0    | AD Ramonense            |             |
| CS Herediano       | 1-1   | 3-0    | Municipal Puntarenas    |             |

#### Demi-finales
| Club               | Aller | Retour | Club          | Commentaire       |
| LD Alajuelense     | 0-1   | 2-1    | CS Cartagines | Tirs au but : 3-4 |
| Deportivo Saprissa | 0-0   | 5-1    | CS Herediano  |                   |

#### Finale
| Match aller | CS Cartagines | 0:0   | Deportivo Saprissa | Stade José Rafael Meza |  |
| 17 mai      |               | (0:0) |                    |                        |  |

| Match retour | Deportivo Saprissa | 1:0   | CS Cartagines | Stade Ricardo Saprissa |  |
| 24 mai       | Myes 43e           | (1:0) |               |                        |  |

## Classement cumulatif
| Rang | Équipe                  | Pts | J  | G  | N  | P  | Bp | Bc | Diff |
| ---- | ----------------------- | --- | -- | -- | -- | -- | -- | -- | ---- |
| 1    | LD Alajuelense (C) (T)  | 78  | 32 | 25 | 3  | 4  | 79 | 25 | +54  |
| 2    | Deportivo Saprissa (C)  | 63  | 32 | 18 | 9  | 5  | 69 | 28 | +41  |
| 3    | CS Herediano            | 56  | 32 | 15 | 11 | 6  | 57 | 38 | +19  |
| 4    | CS Cartagines           | 53  | 32 | 15 | 8  | 9  | 46 | 33 | +13  |
| 5    | Municipal Pérez Zeledon | 39  | 32 | 10 | 9  | 13 | 43 | 53 | -10  |
| 6    | Municipal Puntarenas    | 38  | 32 | 9  | 11 | 12 | 36 | 52 | -16  |
| 7    | AD Ramonense            | 34  | 32 | 7  | 13 | 12 | 37 | 49 | -12  |
| 8    | AD Goicoechea           | 34  | 32 | 8  | 10 | 14 | 30 | 52 | -22  |
| 9    | AD Carmelita            | 33  | 32 | 7  | 12 | 13 | 38 | 48 | -10  |
| 10   | AD San Carlos           | 32  | 32 | 6  | 14 | 12 | 34 | 49 | -15  |
| 11   | AD Santa Barbara (P)    | 29  | 32 | 6  | 11 | 15 | 28 | 54 | -26  |
| 12   | AD Belén                | 24  | 32 | 3  | 15 | 14 | 17 | 33 | -16  |

| Légende : Qualifications et relégations | Légende : Qualifications et relégations                                                                      |
| --------------------------------------- | --- |
|                                         | Copa Interclubes UNCAF 1999 (en) (Phase de Groupe)                                                           |
|                                         | Relégué en Segunda División                                                                                  |
|                                         | (C) : Vainqueur d'un des deux tournois de la saison (T) : Tenant du titre (P) : Promu de la saison 1996-1997 |

## Finale du championnat
| Match aller | Deportivo Saprissa | 0:1   | LD Alajuelense | Stade Ricardo Saprissa |  |
| 31 mai      |                    | (0:0) | Martins 80e    |                        |  |

| Match retour | LD Alajuelense | 0:2   | Deportivo Saprissa         | Stade Alejandro Morera Soto |  |
| 7 juin       |                | (0:0) | Sequera 68e · Drummond 83e |                             |  |

## Bilan du tournoi
| Tableau d'Honneur |                    |
| Compétition       | Vainqueur          |
| Primera División  | Deportivo Saprissa |

| Qualifications continentales 1998-1999 |                                   |
| Copa Interclubes UNCAF                 | Qualifiés                         |
| Phase de Groupe (en)                   | Deportivo Saprissa LD Alajuelense |

| Promotions et relégations   |              |
| Relégué en Segunda División | AD Belén     |
| Promu de Segunda División   | AD Limonense |